# 1-я легкотанковая бригада
1-я легкотанковая бригада (1 лтбр)— формирование (соединение, танковая бригада) АБТВ РККА, участвовавшее Советско-финской войне.
Сокращённое наименование — 1 лтбр.

## История
1 августа 1931 года Совет Труда и Обороны Союза ССР принял «Большую танковую программу», в которой говорилось, что достижения в сфере танкостроения Союза ССР создали прочные предпосылки к коренному изменению общей оперативно-тактической доктрины по применению танков для защиты Советского Союза, и потребовали решительных организационных изменений автобронетанковых войск РККА в сторону создания высших механизированных соединений, способных самостоятельно решать оперативно-тактической задачи как на полях сражений, так и на всей оперативной глубине современного боевого фронта.
В апреле 1932 года Комиссия Обороны при СНК Союза ССР по докладу Реввоенсовета приняла постановление по сформированию в РККА механизированных корпусов.
Соединение сформировано в мае 1934 года в Детском Селе (Ленинградский военный округ (ЛВО); ныне город Пушкин) как 19-я механизированная бригада. До мая 1938 года автобронетанковое формирование входило в состав 7-го механизированного корпуса. К 1938 году дислоцировалась в Пушкине.
В 1937 году был принят 3-й пятилетний план развития и реконструкции РККА на 1938—1942 годы, в котором предусматривалось легкотанковые бригады (в том числе и в составе танковых корпусов) перевести на новую организационно-штатную структуру в составе:
- управление;
- четыре отдельных танковых батальона, по 54 основных и 6 артиллерийских танков в каждом;
- отдельный разведывательный батальон;
- отдельный моторизованный стрелковый батальон;
- формирования обеспечения.

В 1938 году 19-я механизированная бригада была переведена на новый штат и получила новое наименование — 1-я лёгкая танковая бригада.
Период вхождения в действующую армию: 30 ноября 1939 года — 13 марта 1940 года.
Бригада участвовала в советско-финской войне в составе 10-го танкового корпуса (в корпусе с 13 октября 1939 года), затем как отдельная танковая бригада в составе 7-й армии. К началу Зимней войны, на 30 ноября 1939 года, на основном вооружении бригады находилось 178 танков и 23 бронеавтомобиля: БТ-2 — 82 шт., БТ-5 — 83, БТ-7А — 6, Т-26 — 7, БА-10 — 18, БА-20 — 5. Бригада совершила марш к границам Эстонии и Латвии, а затем и Финляндии, пройдя в общей сложности около 800 километров, что значительно повысило износ ходовых частей и силовых установок бронетехники.
В первые дни боёв, действуя в составе 10-го танкового корпуса, бригада овладела населёнными пунктами Саккола, Раута и мызой Пяти-Ярви (ныне посёлки Громово, Сосново и Петровское Приозерского района Ленинградского района, соответственно), при этом оторвавшись от стрелковых подразделений. Затем в течение января 1940 года занималась боевой подготовкой и ремонтом матчасти. В этот период для восполнения потерь в бригаду поступили 112 БТ-7, 22 БТ-5, 16 БТ-2, 5 ОТ-133, 1 Т-26, 6 БА-10.
В ходе боёв по прорыву линии Маннергейма взаимоотношения между танкистами и пехотой не сложились: пехотные части не продвигались вперёд, вслед за танками. Наиболее слабым местом 1-й легкотанковой бригады было полное отсутствие эвакуационных средств. Только в конце февраля 1940 года были получены 1 трактор «Коминтерн», 1 «Ворошиловец» и 2 ЧТЗ.
Потери личного состава с 30 ноября 1939 года по 13 марта 1940 года составили: 177 убитых, 519 раненых, 67 без вести пропавших". Три лёгкие машины БА-10/20 вышли из строя по техническим причинам, одна машина подорвалась на фугасе, но все удалось отремонтировать.
В ходе боев Зимней войны очень хорошо себя показали артиллерийские танки модели БТ-7А (с 76-мм пушками), в бригаде они были сведены в отдельную артиллерийскую группу и использовались для подавления финских огневых точек и артбатарей.
После Зимней войны соединение дислоцировалась в Пушкине. В июне 1940 года в НКО Союза ССР был рассмотрен опыт применения броневого и танкового вооружения и техники на Халхин-Голе, в Зимней войне и в Европе, и началась новая перестройка организационных форм АБТВ РККА. В июле 1940 года управление и четыре танковых батальона бригады обращены на сформирование 1-й танковой дивизии 1-го механизированного корпуса.

## Состав
- управление
- 1-й отдельный танковый батальон
- 4-й отдельный танковый батальон (майор Николай Иванович Смирнов)
- 8-й отдельный танковый батальон
- 19-й отдельный танковый батальон
- 167-й мотострелковый батальон
- 202-й отдельный разведывательный батальон
- 314-й отдельный автотранспортный батальон
- 53-я отдельная рота связи
- 6-я рота боевого обеспечения
- 37-я сапёрная рота
- 313-я медико-санитарная рота
- 52-я рота танкового резерва[1]

## Командиры
- Шуров, Пётр Евдокимович (??.07.1934? — ??.05.1936?), комбриг;
- Дернов (с 03.02.1936 г.?), майор;
- Ваганов Андрей Алексеевич (с 03.04.1936), полковник (арестован 26.05.1937);
- Симонов Борис Михайлович (28.06.1936 — ??.09.1936), полковник (арестован 21.02.1938);
- Другов Павел Ильич (врид с 19.09.1936), майор;
- Залкинд Марк Борисович (15.11.1936 — ??.08.1937, арестован 16.10.1937), полковник;
- Иванов, Василий Иванович (12.08.1937 — ??.06.1940), майор, полковник, комбриг[1].

## Известные танкисты
Известные танкисты служившие в 1 лтбр:
- Колесса, Борис Адольфович (1907—1940) — командир танковой роты.
- Колобанов, Зиновий Григорьевич (1910—1994) — командир танковой роты.
- Куштин, Иван Яковлевич (1916—1942) — командир танкового взвода.
- Чистяков Михаил Васильевич, младший комвзвод, командир танка 1-го танкового батальона.